# Francisco Javier Muñiz

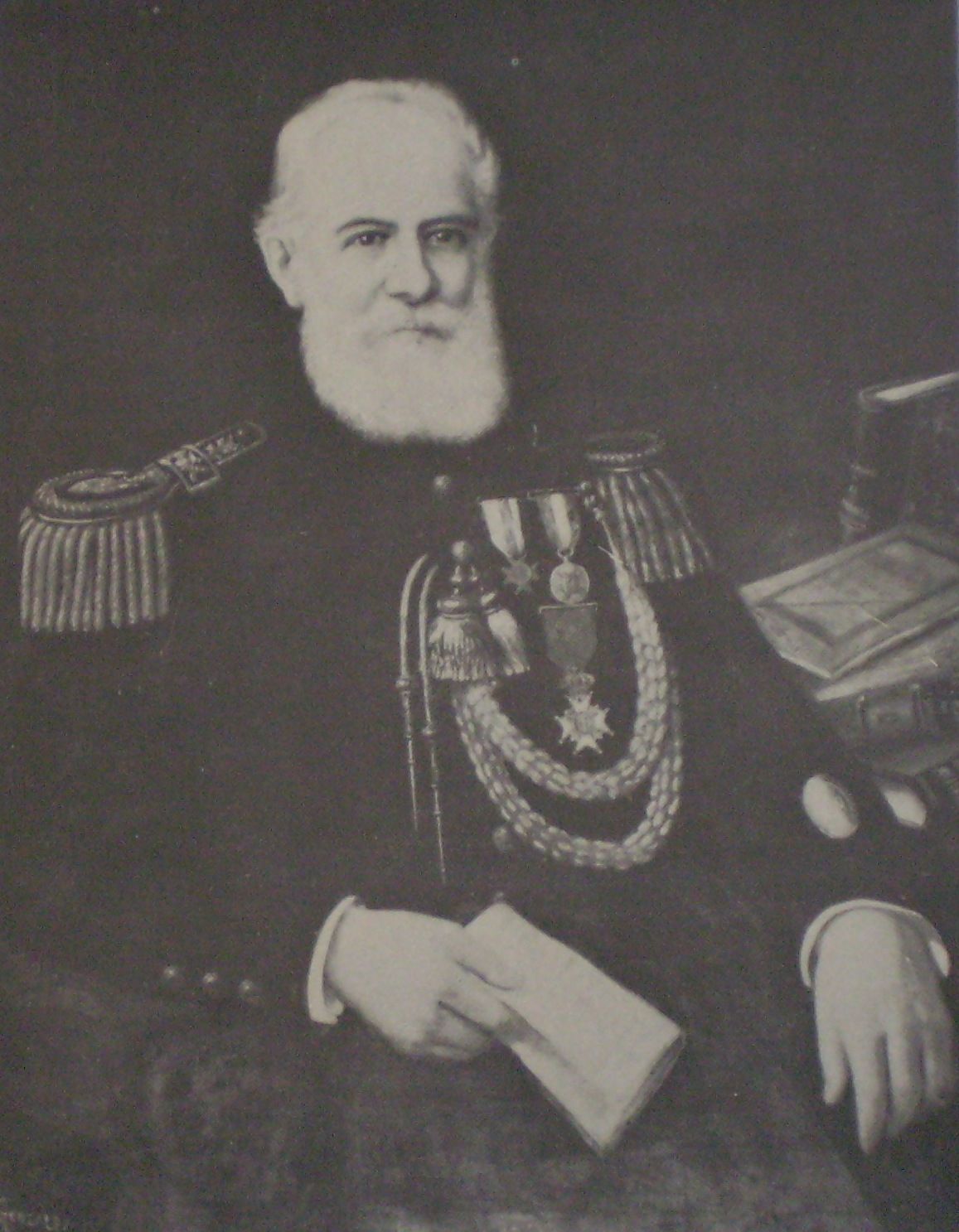
Francisco Javier Muñiz

Francisco Javier Muñiz (* 21. Dezember 1795 in San Isidro/Argentinien; † 7. April 1871 in Buenos Aires) war ein argentinischer Militärarzt und Paläontologe.
Francisco Javier Muñiz studierte ab 1814 Medizin am „Instituto Médico Militar (Military Medical Institute)“ in Buenos Aires. Dieses Institut war von Cosme Mariano Argerich (1758–1820), einem Pionier der Militärmedizin, ins Leben gerufen worden. Muñiz promovierte in Medizin im Jahr 1822 und wurde 1825 Chirurg der argentinischen Armee. 1828 arbeitete er als Landarzt bei den medizinisch hoffnungslos unterversorgten indigenen Völkern. Bei den indigenen Völkern beschäftigte er sich zunächst mit den notwendigen Schutzmitteln, so z. B. mit der Pockenschutzimpfung. Auch begann er, sich für die Paläontologie in jener Region zu interessieren. Er entdeckte bis dahin unbekannte Fossilien, wie z. B. den „Smilodon Bonaerensis“ und im Jahr 1844 das „Hippidium neogaeum“. Seine Beschreibungen schickte er am 30. August 1846 an Charles Darwin mit der Bitte um Begutachtung. Darwin ermutigte Muňiz, weiter zu forschen.
Nach seiner Rückkehr nach Buenos Aires wurde Muñiz zum Dekan der Medizinischen Fakultät ernannt. Als das Gelbfieber in Buenos Aires ausbrach, bekämpfte Francisco Javier Muñiz mit seinen Mitarbeitern diese Krankheit, der er später selber erlag. Er wurde auf dem Friedhof „de la Recoleta“ in Buenos Aires begraben. Er gilt als der erste bedeutende Naturforscher und Epidemiologe Argentiniens.

## Veröffentlichung
- Páginas científicas y literarias.

## Ehrung
Auf dem „Cementerio de la Recoleta“ (Friedhof) ließ die Stadt Buenos Aires ein Monument für Francisco Javier Muñiz errichten.